# Думанський Василь Михайлович
Васи́ль Миха́йлович Дума́нський (* 22 серпня 1950, Серединка Джулинського району на Вінниччині — † 3 червня 1996, там само) — український письменник. Був членом Спілки журналістів України з 1994 року.

## Біографія
Народився в с. Серединка Джулинського (нині — Гайсинського) району Вінницької області. З дитинства мав невиліковну прогресуючу недугу, що призвела до нерухомості, інвалідності І групи. Середню школу закінчив у 1970 р., здобувши основні знання вдома — самоосвітою. Літературна діяльність була підтримана родиною Кавунів. За свої твори і переконання дістав назвисько «сільський філософ».
Помер 3 червня 1996 року. Похований у Серединці.

## Літературна діяльність
Вперше надрукувався весною 1966 р. в місцевій районній газеті, згодом — «Бершадський край». З грудня 1984 року почав друкуватися у газеті «Комсомольське плем'я», далі у виданнях: «Сільські вісті», «Радянська освіта», «Жінка», «Земля Подільська», «Подолія», «Шабат», «Слове Боже».
Опанував жанри — етюд та лірична прозова мініатюра. Автор двох книг за життя. Незадовго до смерті підготував до друку третю книгу «Між берегами», яка вийшла друком вже після смерті автора під назвою «Вибір».
|                                                   | Непересічні твори Василя Думанського відзначаються тонким ліризмом, великою проникливістю в глибини людської душі і стани природи, тією Божою іскрою, без якої не буває справжнього творця. Вони сьогодні могли б працювати — для молоді, для всіх людей, вчити їх любити життя як найвищий дар і шанувати рідну землю. |
| — Юрій Мушкетик, з вступу до книги «Вибір» (2009) | |

### Лауреати літературної премії ім. В.М.Думанського
З 2000 року за ініціативою Ф. М. Кавуна — керівника господарства «Прогрес» с. Серединки — засновано літературну премію імені Василя Думанського, яку вручають найактивнішому громадському кореспонденту газети «Бершадський край».
1. 2000: Владислав Людвигович Пашковський, педагог, публіцист, член НСЖУ[4].
2. 2001: Іван Леонтійович Косюк, громадський кореспондент, член НСЖУ[5].
3. 2002: Анатолій Степанович Бондаренко, фотокореспондент[6].
4. 2003: Юлія Пензюр, педагог, громадський кореспондент[7].
5. 2004: Мойсей Павлович Похила, громадський кореспондент газети «Бершадський край»[8].
6. 2005: Василь Ілліч Вербецький, журналіст, член НСЖУ[9].
7. 2006: Мирослав Щербина, історик, педагог[10].
8. 2007: Григорій Олексійович Погончик, вчитель, член НСЖУ і краєзнавців України[11].
9. 2008: Юрій Леонтійович Цінчик, громадський кореспондент, член НСЖУ[12].
10. 2009: Тетяна Наркисівна Кучанська, педагог, член НСЖУ[13].
11. 2010: Микола Сергійович Рудик, громадський кореспондент, член НСЖУ[14].
12. 2011: Світлана Іванівна Ковальська, вчитель, член НСЖУ[15].
13. 2012: Лідія Іванівна Зарічанська, бібліотекар, поетеса, член НСЖУ[16].
14. 2013: Василь Мойсейович Корнелюк, педагог[17].
15. 2014: Руслан Мефодійович Храновський, фотокореспондент газети «Бершадський край»[18].
16. 2015: Іванченко Галина Миколаївна, член НСЖУ[19].
17. 2016: Катерина Іванівна Андроник, громадський кореспондент, поетеса[20].
18. 2017: Вікторія Яківна Гончар, педагог[21].
19. 2018: Олександр Олександрович Дьомін, вчитель, організатор шашкових турнірів[22].
20. 2019: Руслана Вікторівна Руденко, педагог, редактор газети «Моя громада», начальник відділу освіти, культури і спорту Джулинської ОТГ[22].
21. 2020: Олег Анатолійович Бабій, учитель, громадський кореспондент, член НСЖУ[23].
22. 2021: Олена Василівна Романчук, громадський кореспондент та Марія Миколаївна Цимбалюк, педагог, поетеса, громадський кореспондент[24].

### Знакові публікації
- Думанський, В. З днем визволення, земле наша: до 50-річчя звільнення України від німецько-фашистських загарбників / Панорама. — 1994. — 8 жовтня.
- Думанський. В. І завітає Софія в Серединку: про концерт у с. Серединці земляка-односельця, актора Київського театру «Софія» О. Ящука / Бершадський край. — 1994. — 11 березня.
- Думанський, В. Усі ми свічки: слово подяки тим, хто допоміг видати книгу «Мій день» автору / Бершадський край. — 1994. — 20 грудня.
- Думанський, В. Хай стеляться дороги: про керівника господарства с. Серединки Бершадського району Ф. М. Кавуна / Бершадський край. — 1994. — 14 жовтня.
- Думанський, В. Різдвяне; Тримай нас, любове; Матері; Прибираю ялинку; Я страждаю: новели / Вступ. сл. Л. Романюк «Мужній і ніжний» // Жінка. — 1996. — № 1. — С. 4—5.

## Вшанування пам'яті
- У селі Серединка у місцевій школі створено кімнату-музей, де зберігаються рукописи та особисті речі В. Думанського.
- У 2000 р. засновано щорічну районну Премію ім. В. Думанського для громадських кореспондентів за найкращу публікацію на сторінках районної газети «Бершадський край»[25].
- У 2015 році П. В. Маніленком була упорядкована збірка «Незгасна зірка Василя Думанського», яка містить спогади, твори та інші матеріали, пов'язані із життям і творчістю земляка[26].